# كرايستشرش
كرايستشيرش  (بالإنجليزية: Christchurch)‏ هي أكبر مدينة في الجزيرة الجنوبية من نيوزيلندا وهي عاصمة إقليم كانتربيري . تقع على الساحل الشرقي من الجزيرة الجنوبية، شمال شبه جزيرة بانكس . يسكنها 404,500 نسمة حسب إحصاء يونيو 2018 مما يجعلها ثالث أكبر مدينة في نيوزيلندا بعد أوكلاند و ويلينغتون . تشتهر المدينة بكثرة الحدائق والمنتزهات العامة ولهذا يطلق عليها لقب مدينة الجنائن . تشتهر كرايستشيرش كذلك بطرازها العمراني الشبيه بالطراز العمراني الإنكليزي وبعدة معالم عمرانية جميلة وأثرية . يعتمد اقتصادها كثيرًا على الزراعة والثروة الحيوانية ومنتجاتها. هي مركز للبعثات العلمية المحلية والدولية المتجهة إلى قارة أنتاركتيكا.
من المؤسسات التي تتخذ من المدينة مقرا لها جامعة كانتربري (تأسست في 1873).

## جريمة 2019
في 15 مارس سنة 2019 م قام أحد الإرهابيين بقتل خمسين مسلما في أحد مساجد المدينة أثناء تأديتهم صلاة الجمعة.

## توأمة
لكرايستشرش اتفاقيات توأمة مع كل من:
- سياتل
- باهيا بلانكا
- ووهان
- أديلايد
- Christchurch, Dorset [الإنجليزية]‏
- كوراشيكي
- لانتشو
- Songpa District [الإنجليزية]‏

## أعلام
- ريتشارد بيرس
- إليزابيث إدغار
- آرون كلافام
- نايو مارش
- هيلي وستنرا
- بنجامين مونتفورت
- يوليوس فون هاست
- أنتوني ويلدينغ
- كيت شيبارد
- جيريمي بروكي

## اقرأ أيضا
- أبرشية كرايستشيرش
- فضيحة الاعتداء الجنسي في أبرشية كرايستشيرش
- مطار كرايستشرش الدولي

## وصلات خارجية
- الموقع الإلكتروني لمجلس المدينة